# 2024年科羅拉多州修正案J
修正案J（英語：Amendment J），是美國科羅拉多州於2024年11月5日通過的一次公投，提案訴求廢除2006年修正案43，禁止同性婚姻法律。